# Allopterus reticulatus
Allopterus reticulatus là một loài bọ cánh cứng trong họ Tetratomidae. Loài này được Broun miêu tả khoa học đầu tiên năm 1883.